# Любов и престъпление
„Любов и престъпление“ е български игрален филм (драма) от 1928 година на режисьорите Георги Иванов и Нисим Коенсон, по сценарий на Георги Иванов. Оператор е Валтер Андерс.

## Актьорски състав
Роли във филма изпълняват актьорите:
- Георги Иванов
- Сиси Брениану
- Надя Иванова
- Янка Янева
- Ангел Попов
- Петър Андреев
- Ваня Димитрова